# Pseudogaurax parallelinervis
Pseudogaurax parallelinervis är en tvåvingeart som först beskrevs av Oswald Duda 1933.  Pseudogaurax parallelinervis ingår i släktet Pseudogaurax och familjen fritflugor. Inga underarter finns listade i Catalogue of Life.